# Arin (chanteuse)
Dans ce nom coréen, le nom de famille, Choi, précède le nom personnel.
Pour les articles homonymes, voir Arin.
Choi Ye-won dite Arin, (coréen : 최예원) née le 18 juin 1999 à Fousan, est une chanteuse et actrice sud-coréenne. Elle est membre du girl groupe Oh My Girl.
Du juillet 2020 à mars 2021, elle coprésente l'émission Music Bank' avec Choi Soo-bin.